# Dig It (Klaus Schulze)
Dig It is het dertiende muziekalbum van de Duitse specialist op het gebied van elektronische muziek Klaus Schulze. Het is opgenomen in Hambühren in 1980. De oorspronkelijke versie bestond alleen uit een elpee met vier tracks. In 1980 kreeg Schulze voor het eerst een computer tot zijn beschikking waarop hij muziek kon maken; het is dan ook zijn eerste volledige digitale album; let wel; de cd zou pas in 1983 komen. Er moest wel een slagwerker aan te pas komen; de computer had die nog niet ingeprogrammeerd.

## Musici
- Klaus Schulze – elektronica
- Fred Severich – slagwerk

## Composities
- CD

1. Death of an analogue (12 :15)
2. Weird Caravan (5:16)
3. The looper isn’t a hooker (8:30)
4. Synthasy (22:53)
5. Esoteric Goody (28:21)

- Bonus Dvd

1. Linzer Stahlsinfonie (62:22)

Esoteric Goody is een bonustrack op de geremasterde uitgave van 2005. Het is opgenomen voor het album, maar verscheen er niet op. Linzer Stahlsinfonie is een film verzorgd door de Oostenrijkse Omroep ORF en uitgezonden op 8 september 1980. Het is opgenomen / uitgevoerd in het kader van Ars Electronica.